# Ischnochiton tridentatus
Ischnochiton tridentatus är en blötdjursart som beskrevs av Henry Augustus Pilsbry 1893. Ischnochiton tridentatus ingår i släktet Ischnochiton och familjen Ischnochitonidae.
Artens utbredningsområde är Californiaviken. Inga underarter finns listade i Catalogue of Life.